# Lettenklause

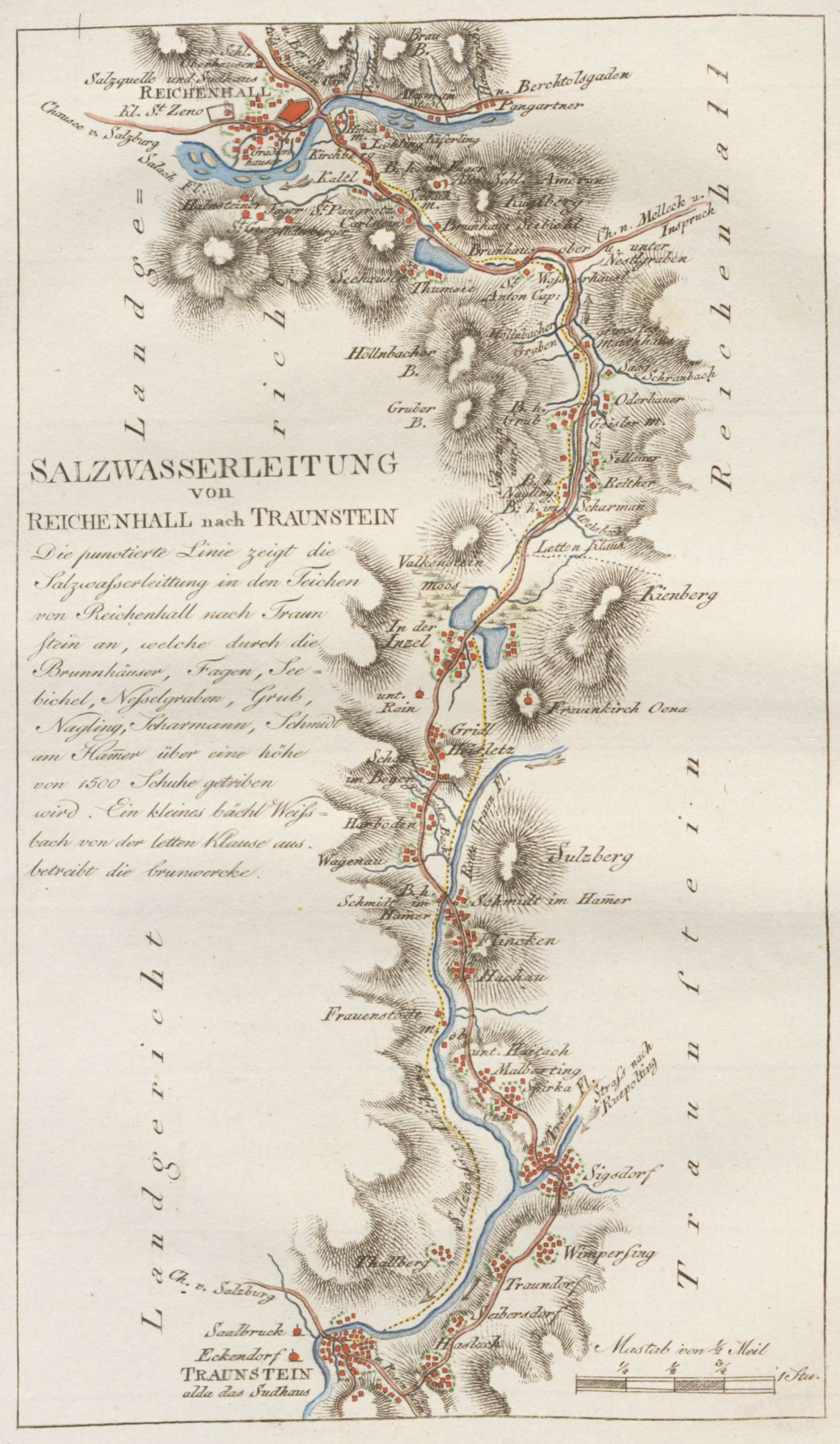
Karte der Soleleitung von Adrian von Riedl (1796) mit Lettenklause

Die Lettenklause war eine Klause am Weißbach zur Ausleitung in die Aufschlagwasserleitung der Reichenhaller Soleleitung.
Ihre Lage am Weißbach nahe der Grenze der beiden heutigen Gemeinden Weißbach an der Alpenstraße und Inzell wurde in der Karte der Uraufnahme dargestellt.
Das Brunnhaus Lettenklause lag etwa 440 Meter südlich der Lettenklause.
Durch die Modernisierung der Soleleitung konnten die Brunnhäuser Lettenklause und Obernesselgraben ab 1810 stillgelegt werden.
Bei einer Zählung im Verwaltungsjahr 1823/1824 gab es in dem zur Gemeinde Weisbach im Landgericht Reichenhall und Rentamt Berchtesgaden gehörigen Brunnenhaus Lettenklause ein Haus und eine Familie mit sechs Seelen, davon zwei weiblich.
Koordinaten: 47° 44′ N, 12° 45′ O